# Куурдак
Куурдак, ковурдак (кирг. куурдак, каз. қуырдақ, туркм. gowurdak, узб. қовурдоқ, уйг. قورداق, қордақ — букв. зажарка) — традиційна печеня у казахів, киргизів, узбеків і туркменів з м'яса або субпродуктів та цибулі. Назва походить від казахського слова куыру, киргизького кууруу або узбецького слова qovurish, що означає «смаження».

## Опис
Куурдак — одна з головних і найстаріших страв  киргизької кухні. У киргизькому варіанті куирдака зазвичай використовують м'якоть м'яса баранини, цибулю та жир; також можуть додавати яловичину чи будь-яке інше м'ясо, крім свинини. В казахській кухні куирдак роблять з овечої печінки, нирок, серця і легень. в азербайджанській кухні таку страву називають чиз-биз або джиз-биз (азерб. Cız-bız).
Куурдак відносно швидко готується, тому його зазвичай подають гостям перед тим, як буде готова основна страва бешбармак. Куурдак також може бути приготований лише із м'яса (без цибулі), в такому випадку він називається «Кара куурдак».

## Приготування
В казахському варіанті куирдака зазвичай використовують лівер (нирки, печінку, порубані легені, серце, селезінку). В сучасній казахській кухні з метою надання страві більшого об'єму часто додають також овочі — картоплю, моркву, гарбуз. Іноді додають м'ясо птиці і кази. Спочатку для приготування куирдака смажать субпродукти, при напівготовності додають і тушкують картоплю, частіше за все нарізану кубиками. В готовій страві може лишатися певна кількість дуже густого бульйону.
Страву «Тондурма куурдак» готують як своєрідні консерви. Для цього м'ясо ріжуть невеликими шматочками, ретельно обсмажують його в баранячому жирі, заливають разом із жиром в герметичний посуд і міцно закупорюють його. М'ясо не контактує при зберіганні із повітрям, а жир слугує відмінним консервантом. В умовах суворого клімату високогір'я така страва найоптимальніше підходить для консервації і тривалого зберігання. Такий куурдак беруть з собою у тривалі походи або під час перегону худоби на літні і зимові пасовиська. Цю форму консервації можна використовувати при швидкому приготуванні перших і других страв, додавати до нього картоплю, рис, овочі та інші інгредієнти. По суті це один із перших напівфабрикатів тривалого зберігання.

## Цікаві факти
Саме від назви цієї страви — тюркського слова куирдак (або куурдак) походить російське слово кавардак — безлад. Росіяни також називали кавардаками різні кришива з усіляких залишків. На Волзі кавардаком називали пшоняний куліш з дрібно покришеною рибою, туляки називають так капустяну солянку з товченими сухарями, під Оренбургом кавардак — це картопля, тушкована з цибулею і дрібно покришеним м'ясом.